# Mariele Ventre
Maria Rachele Ventre, llamada Mariele (Bolonia, 16 de julio 1939 – Ibidem, 16 de diciembre 1995) fue una directora de coro italiana. Fue la fundadora del Piccolo Coro dell'Antoniano de Bolonia, que dirigió durante más de treinta años.

## Biografía
Nacida en Bolonia de padres originarios de Basilicata (su padre, Livio, era de Marsico Nuovo; su madre, Maria, de Sasso di Castalda), Mariele Ventre asistió desde pequeña al convento di Sant' Antonio, en el cual ya de chica colaboró como catequista. Después de haber acabado los estudios magistrales en 1957, Mariele se diploma en piano en el 1961 en el Conservatorio Giuseppe Verdi de Milán.
En 1961, los frailes del Antoniano le propusieron trabajar para el Zecchino de Oro, que se celebraba por primera vez en Bolonia después de las primeras dos ediciones celebradas en Milán, y se presentó con Cino Tortorella, empezando así a colaborar en la realización del evento. En 1963 Mariele Ventre fundó el Piccolo Coro dell'Antoniano, que se convirtió en una presencia fija del Zecchino de Oro, formando un binomio casi indisoluble. Mariele Ventre dedicó toda su vida al "Piccolo Coro" y a la música para los niños .
En 1979, en el curso de la 22.ª edición del Zecchino de Oro, le fue asignado el Telegatto por el periódico TV Sorrisi e Canzoni por haber hecho del Piccolo Coro una realidad mundial.
Dirigió el coro durante más de treinta años, hasta su muerte por cáncer de mama el 16 de diciembre 1995, a la edad de 56 años, veinte días después de su participación, como siempre, a la 38ª edición del Zecchino de Oro. Posteriormente, la dirección de la Piccolo Coro fue confiada a su alumna Sabrina Simoni.
Mariele Ventre fue enterrada en el Cementerio monumental de la Certosa de Bolonia.

## Homenajes y reconocimientos

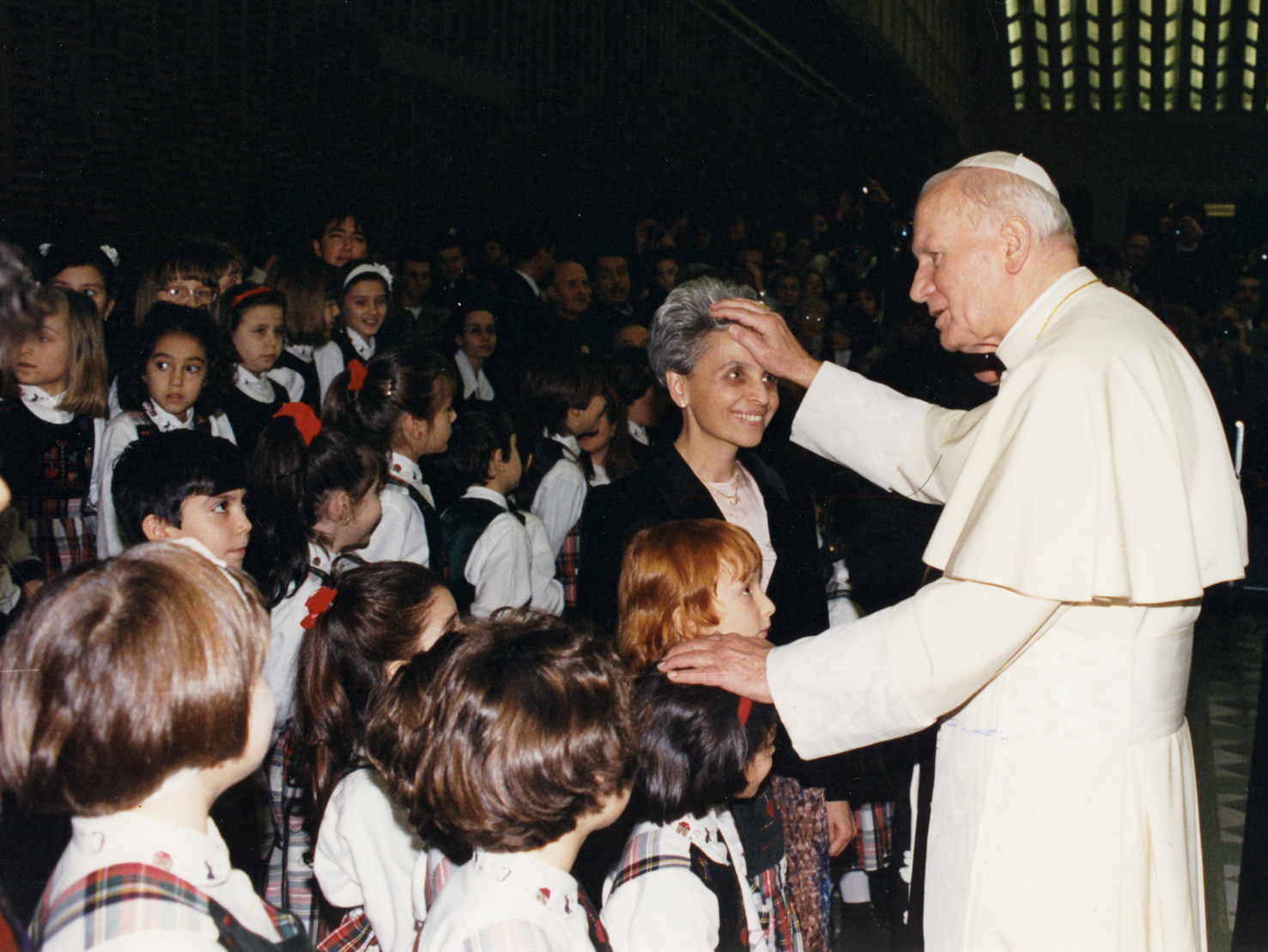
Audiencia de Mariele Ventre con el Santo Padre 1994.

Como consecuencia de su muerte, el Piccolo Coro dell'Antoniano tomó el nombre de Piccolo Coro "Mariele Ventre" del Antoniano.
En 1991 la Administración Comunal de Pomarico le confiere el Premio LucaniaOro para el Social.
Desde 1996 las obras realizadas del Antoniano por medio del Fiore della Solidarietà se dedican a la memoria de Mariele Ventre.
La pequeña plaza que limita con la iglesia de Santo Antonio en Bolonia se titula Largo Mariele Ventre.
En Marsico Nuovo le ha sido titulada la calle donde está la casa natalicia de su padre, adyacente a la plaza y le ha sido dedicada una estatua dentro de los jardines públicos comunales. La Asociación "Civitas Marsicana" ha titulado a ella la sección musical "Marsico per Mariele". A Mariele le han sido también dedicados un jardín público con estatua en la zona central de Sestri Levante, el teatro comunal de Sasso di Castalda, una escuela primaria en L'Aquila en el barrio de Pettino, un preescolar en el centro de Latina, un preescolar en Santo Damiano de Asti, un preescolar en la periferia sur de Turín, una guardería a Roseto degli Abruzzi y, además, en Salerno, en el barrio de Pastena, un jardín público dedicado a su memoria.

Enl 2011 el francescano padre Berardo, fundador de Antoniano y biógrafo de Ventre, presentó una solilictud de beatificación en la Archidiócesis de Bolonia. Grazie a Mariele Ventre l'Antoniano e il Piccolo Coro sono diventati famosi in tutto il mondo.
Después de su muerte le fue dedicado un CD titulado Omaggio a Mariele, que contiene canciones ejecutadas por el Piccolo Coro dell'Antoniano, de las Verdi Note del Antoniano (en las cuales está grabada Ele, canción que el Piccolo Coro y las Verdi Note dell'Antoniano le dedicaron durante la 39ª edición del Zecchino de Oro, un año después de su desaparecida) y de niños de Casas de Acogida del Sud America que cogen su nombre. El CD fue edito en 1999 por Antoniano.
Antonella Boriani y Gian Marco Gualandi, a sus vez alumnos de Mariele, le han dedicado una canción (titulada Mariele chi è?), cantada por el Piccolo Coro el 22 de noviembre de 2005 durante el primer día del 48º Zecchino de Oro y ejecutada durante la transmisión "Natale da Favola" el 21 de diciembre de 2005 juntos a los representantes de todos las "pequeñas corales" de la Galaxia de Chicco y Doretta, ahora convertida en "Galassia dell'Antoniano".
En 2015, para el 20º aniversario de las muertas, se publica Il Segreto (per Mariele), agrabada por Cristina De Avena con el Piccolo Coro dell'Antoniano y las Verdi Note dell'Antoniano, escrita por Alessio Zini y Sara Casali, exalumnos en la Pequeña Coral y hoy autores, tanto para el texto como para la música; está insertada en la compilation del Zecchino de Oro 2015 y en el álbum de Cristina De Avena #lesiglepiùbelle.
En el mismo año se publica el libro Lettere da Mariele... Oltre le note dello Zecchino de Oro curado por la Fundación Mariele Ventre, en el cuál han sido recogidas algunas de las más de 30 000 letras inéditas, aquellas más significativas, enviadas por Mariele en cada parte del mundo y dirigidas a personajes famosos y a personas comunes.
En 2016 nace la coral Vecchioni di Mariele y desde marzo 2019 se convierte a la Asociación Cultural a promoción social Vecchioni di Mariele APS para mantener vivo el recuerdo de Mariele y el repertorio musical histórico del Antoniano.
En 2017 el cantador pugliese Caparezza cita Mariele Ventre en su canción Ti fa stare bene para introducir el ritornello cantado por una coral de niños.
En Marsico Nuovo, ciudad natal del padre, ha sido realizada una estatua bronzea de Mariele Ventre. El monumento, inaugurado en los años noventa, ha sufrido diversos desplazamientos hasta la decisión de la administración de colocarla en el patio de juegos público de viale Reina Margarita, lugar asistido por los niños. Cerca de la casa pertenecida a la familia paternal, en una calle lateral de plaza Umberto I, convertida después en via Mariele Ventre, ha sido puesta una targa con dedica.
En el septiembre 2018 el municipio de San Lazzaro di Savena ha titulado a Mariele Ventre la escuela primario de vía Fornace.
El 3 de noviembre de 2019 la RAI ha transmitido la película I ragazzi dello Zecchino de Oro sobre el nacimiento de el Piccolo Coro dell'Antoniano en la cual Matilda De Angelis impersona Mariele Ventre.